# Narodowa Wspólnota Faszystowska

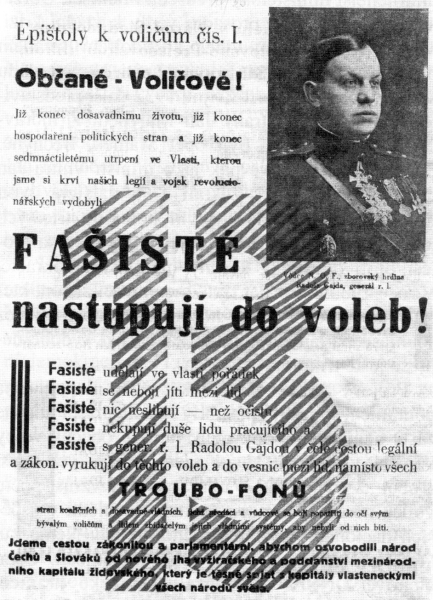

Narodowa Wspólnota Faszystowska, Narodowa Gmina Faszystowska (czes. Národní obec fašistická, NOF) – skrajnie prawicowe czechosłowackie faszystowskie ugrupowanie polityczne działające w latach 1926–1939.

## Zarys historyczny

Portret Radola Gajdy (1924)

Partia powstała w marcu 1926 r. z połączenia różnych drobnych ugrupowań i organizacji faszystowskich. Czerpała ona wzory z włoskiej Narodowej Partii Faszystowskiej Benito Mussoliniego. Od stycznia 1927 r. jej wodzem (vituz) był zwolniony ze służby wojskowej za szpiegostwo i planowanie puczu wojskowego, bohater walk Legionu Czechosłowackiego przeciwko bolszewikom i b. szef sztabu głównego, gen. Radola Gajda. Podczas wyborów parlamentarnych w 1929 r. NOF uzyskała 3 mandaty; do parlamentu dostał się m.in. jej przywódca. W 1931 r. gen. R. Gajda został zdegradowany, usunięty z armii i skazany na 2 miesiące więzienia z powodu podejrzeń o przygotowywanie zamachu stanu. Obawy okazały się prawdziwe, gdyż w nocy z 21 na 22 stycznia 1933 r. ok. 70-80 członków NOF podjęło próbę puczu. Zaatakowali oni koszary wojskowe w Židenicach pod Brnem. Po ich opanowaniu zamierzali przeciągnąć na swoją stronę inne jednostki wojskowe na Morawach i ruszyć na ich czele na Pragę. Bunt został jednak szybko stłumiony, a jego uczestnicy zostali rozbrojeni i wyłapani. Aresztowano także R. Gajdę, któremu zarzucono kierowanie spiskiem, ale nie zdołano mu tego udowodnić. Jednakże na skutek politycznej presji początkowy wyrok zrewidowano, a przywódca NOF został ostatecznie skazany na 6 miesięcy pozbawienia wolności i zawieszenia jego żołnierskiej pensji. W 1934 r. NOF połączyła się z narodowymi demokratami w Zjednoczenie Narodowe (Národní Sjednocení), które w wyborach parlamentarnych w 1935 r. zdobyło zaledwie 2% głosów, ale jednocześnie wprowadzając 7 posłów do Rady Narodowej, w tym ponownie R. Gajdę. Po podpisaniu układu monachijskiego 29 września 1938 r., R. Gajda w geście sprzeciwu zwrócił wszystkie posiadane francuskie i brytyjskie medale i odznaczenia. W 1939 r. został zrehabilitowany i przywrócony do stopnia generała. Natomiast kierowane przez niego ugrupowanie zaprzestało w tym czasie działalności. Część jego członków współtworzyła w październiku 1939 r., czyli już po utworzeniu przez Niemców Protektoratu Czech i Moraw, kolaborancki Czeski Obóz Narodowo-Społeczny "Vlajka".

## Program i organizacja
Narodowa Wspólnota Faszystowska głosiła hasła faszystowskie, antykomunistyczne, prosłowiańskie i silnie antyniemieckie, z pewnym odcieniem monarchistycznym. Planowała wraz z Polską objąć przywództwo w wielkim sojuszu słowiańskim, który pokona komunizm w ZSRR. Wspierała zbrojenia rządu i opowiadała się za wojną z Niemcami o Kraj Sudetów (niem. Sudetenland). W sprawach wewnętrznych propagowała korporacjonizm, w ramach którego duży nacisk kładziono na rolnictwo.
NOF posiadała silną organizację młodzieżową, próbowała także dać początek własnemu ruchowi związków zawodowych.